# Großarl
Großarl är en ort och kommun i förbundslandet Salzburg i Österrike. Kommunen har 3 826 invånare (2024), på en yta av 129,23 km².